# Tour de Luxembourg 2010
La 70e édition du Tour de Luxembourg a lieu du 2 au 6 juin 2010. La course fait partie du calendrier UCI Europe Tour 2010 en catégorie 2.HC.

## Étapes
| Étape     | Date   | Villes étapes             | type                        | Distance (km) | Vainqueur d'étape | Leader du classement général |
| --------- | ------ | ------------------------- | --------------------------- | ------------- | ----------------- | ---------------------------- |
| Prologue  | 2 juin | Luxembourg – Luxembourg   | contre-la-montre individuel | 2,659         | Jimmy Engoulvent  | Jimmy Engoulvent             |
| 1re étape | 3 juin | Luxembourg – Hesperange   |                             | 179,7         | Giovanni Visconti | Cyril Lemoine                |
| 2e étape  | 4 juin | Schifflange – Differdange |                             | 202,7         | Fränk Schleck     | Matteo Carrara               |
| 3e étape  | 5 juin | Eschweiler – Diekirch     |                             | 191,5         | Tony Gallopin     | Matteo Carrara               |
| 4e étape  | 6 juin | Mersch – Luxembourg       |                             | 135           | Gorka Izagirre    | Matteo Carrara               |

## Classements finals
| \| Classement général \| Classement général \| Classement général \| Classement général \| Classement général \| \| Coureur \| Coureur \| Pays \| Équipe \| Temps \| \| ------------------ \| ------------------- \| ------------------ \| --------------------- \| ------------------ \| \| 1er \| Matteo Carrara \| Italie \| Vacansoleil \| 17 h 43 min 21 s \| \| 2e \| Fränk Schleck \| Luxembourg \| Saxo Bank \| + 1 s \| \| 3e \| Lance Armstrong \| États-Unis \| Team RadioShack \| + 30 s \| \| 4e \| Juan Antonio Flecha \| Espagne \| Team Sky \| + 34 s \| \| 5e \| Sergueï Ivanov \| Russie \| Katusha \| + 34 s \| \| 6e \| Björn Leukemans \| Belgique \| Vacansoleil \| + 35 s \| \| 7e \| Alexandre Geniez \| France \| Skil-Shimano \| + 39 s \| \| 8e \| Andreas Klöden \| Allemagne \| Team RadioShack \| + 50 s \| \| 9e \| Grégory Rast \| Suisse \| Team RadioShack \| + 51 s \| \| 10e \| Sandy Casar \| France \| La Française des jeux \| + 52 s \| |                     |            |                       |                  |
| |                     |            |                       |                  |
| |                     |            |                       |                  |
| Classement général |                     |            |                       |                  |
| Coureur | Coureur             | Pays       | Équipe                | Temps            |
| 1er | Matteo Carrara      | Italie     | Vacansoleil           | 17 h 43 min 21 s |
| 2e | Fränk Schleck       | Luxembourg | Saxo Bank             | + 1 s            |
| 3e | Lance Armstrong     | États-Unis | Team RadioShack       | + 30 s           |
| 4e | Juan Antonio Flecha | Espagne    | Team Sky              | + 34 s           |
| 5e | Sergueï Ivanov      | Russie     | Katusha               | + 34 s           |
| 6e | Björn Leukemans     | Belgique   | Vacansoleil           | + 35 s           |
| 7e | Alexandre Geniez    | France     | Skil-Shimano          | + 39 s           |
| 8e | Andreas Klöden      | Allemagne  | Team RadioShack       | + 50 s           |
| 9e | Grégory Rast        | Suisse     | Team RadioShack       | + 51 s           |
| 10e | Sandy Casar         | France     | La Française des jeux | + 52 s           |